# 范福春
范福春（1948年6月—），汉族，河北定兴人，中华人民共和国政治人物、第十一届全国政协委员。

## 經歷
加入中国共产党。2003年11月起担任中国证券监督管理委员会副主席、党委副书记。2008年，当选第十一届全国政协委员，代表经济界，分入第三十五组。并担任经济委员会专委。
2012年9月14日，顾雏军在北京举行了出狱后的首次媒体发布会，宣称自己无罪，并举报证监会前副主席范福春、证监会广东证监局局长刘兴强、前公安部部长助理郑少东、广东省副省长陈云贤四人贪赃枉法。